# Mourad Haibour
Mourad Haibour (en arabe : مراد حيبور), né le 27 janvier 1988 à Tanger (Maroc) est un footballeur marocain évoluant dans le club du Rapide Oued Zem. Il joue au poste de milieu de terrain.

## Biographie
Mourad Haibour est issu du centre de formation de l'Ittihad de Tanger. Le 1 juillet 2011, il signe son premier contrat professionnel au Wydad de Fes.
Le 1 juillet 2012, il signe un contrat de deux ans à l'AS Salé.
Le 8 août 2014, il retourne à l'Ittihad de Tanger. Utilisé en tant que doublure, il quitte le club après une saison et signe au CAY Berrechid.
Le 1 juillet 2016, il signe au Rapide Oued Zem, club marocain évoluant en D2 marocaine. Lors de sa première saison en D2 marocaine, il termine la saison en beauté en étant promu en Botola Pro.
Le 4 mai 2019, il est expulsé avec trois autres joueurs pour problèmes de discipline en plein match contre le Hassania d'Agadir (défaite, 3-1).

## Palmarès
Rapide Oued Zem
- Championnat du Maroc  D2 :
  - Champion : 2016-17.